# Фута Джалон
Фута Джалон (на френски: Fouta Djallon) е планинска система от стъпаловидни плата в Западна Африка, представляваща западната част на Северногвинейските възвишения. Разположени са на територията на Гвинея, а периферните части – на териториите на Мали (на североизток), Сиера Леоне (на юг), Гвинея-Бисау (на запад) и Сенегал (на север). Названието му произхожда от думата за регион в езика фула, и названието на местните му обитатели – джалонке. Площта му е около 82 000 km².
Средната му надморска височина е около 900 m, като в близост до Атлантическия океан височината му е от 300 до 400 m, а в централните части до 800 – 1000 m. Отделни масиви достигат височина 1400 – 1500 m, максимална връх Тамге 1538 m, издигащ се в най-северната му част, в близост до гвинейско-сенегалската граница. Платото е изградено предимно от пясъчници и аргилити, пронизани от базалти, долерити и габро. Годишната сума на валежите във Фута Джалон е около 1500 mm. Платото представлява важен хидрографски център, от който водят началото си множество реки във всички посоки. На север – Бафинг (горното течение на Сенегал) и Гамбия; на запад – Корубал (Колиба, Томине) и Коган; на югозапад – Фатала и Конкуре; на юг – Каба; на изток – Тинкисо (ляв приток на Нигер. Поради тази причина местното население нарича Фута Джалон „баща на водите“, като реките течащи през него образуват множество каньони и дълбоки долини, вследствие на водната ерозия в меките пясъчливи скали, и, които го разчленяват на отделни части. В миналото платото е било покрито с влажни вечнозелени екваториални гори, развити върху червени и червено-жълти фералитни почви, които почти повсеместно са изсечени. Развива се екстензивно земеделие като се отглеждат ориз, просо, банани и др. и предимно дребен рогат добитък.
Фута Джалон е исторически регион. Тук се е образувало едноименното царство, което съществува от 1725 до окончателното му поробване от французите през 1896. До края на 18 век регионът се превръща в бастион на исляма и от страна на фуланите-мюсюлмани е започнат джихад срещу всички анимисти. Започва развитието на самобитна литература, написана на аджами – преработена арабска азбука, съобразена с особеностите на местните езици. Малийският писател и етнограф Амаду Хампате Ба нарича Фута Джалон „западноафриканският Тибет“ заради богатите му мистични и духовни традиции.